# Severija Janušauskaitė
Severija Janušauskaitė (* 18. října 1982, Šiauliai) je litevská herečka, známá zejména jako Svetlana Sorokina v seriálu Babylon Berlin.

## Život
Její otec je energetik, matka učitelka. Janušaukaitė vyrostla ve městě Šiauliai, kde navštěvovala také základní školu, později také Litevskou akademii hudby a divadla (Lietuvos muzikos ir teatro akademija). Od roku 2006 se po absolvování školy věnuje hraní na divadle, hudební a jevištní tvorbě pro divadelní představení. Kromě filmu a divadla se věnuje také zpěvu, józe, vyšívání a čtení.

## Tvorba
Proslavila se zejména jako herečka v domácích i koprodukčních filmech a seriálech. Za roli ve snímku Hvězda (2014) získala cenu pro nejlepší herečku na festivalu Kinotavr v Soči. Seriálovou tvorbu zahájila domácími seriály The Optimists (2015) a The Norseman (2017). Evropský věhlas si získala díky roli falešné hraběnky Svetlany Sorokiny (zároveň zpěvačky Nikoros) v seriálu Babylon Berlin, ve kterém také nazpívala ústřední píseň Zur Asche, zu Schtaub.